# فهيم الأنصاري
فهيم الأنصاري أو محمد فهيم أنصاري هو مواطن هندي من عرقية مومين أنصاري، اتُهم بالتورط في هجمات مومباي عام 2008. كما وُجهت إليه تهمة الانتماء إلى منظمة لشكر طيبة، أُلقي القبض عليه في فبراير 2009 مع خمسة آخرين، وتمت محاكمته، ولكن تمت تبرئته بسبب عدم وجود أدلة كافية. ترافع عنه المحامي شهيد عزمي بدون مقابل. وأُخلى سبيل الأنصاري في مايو 2010، بعد أشهر قليلة من مقتل شهيد عزمي على يد مسلحين في فبراير 2010.

## تعذيبه
قدم المحامي إجاز نقفي محامي الأنصاري في المحكمة ادعاء بأن موظفة مكتب التحقيقات الفدرالي قامت بإزالة جميع ملابس الأنصاري وعرضت له أفلامًا إباحية، كما طلب نقفي أخذ الأنصاري لفحص طبي، وطلبت المحكمة من فرع الجريمة التحقيق والإبلاغ بالنتيجة في موعد أقصاه 26 فبراير 2009، وكان الأنصاري قد قال أنه تم استجوابه تحت التعذيب والترهيب.